# 洪藏
洪藏（1913年—），男，广东普宁人，中国电影事业家，曾任文化部电影局副局长兼中国电影发行放映公司经理、党委书记，中国电影家协会常务理事。